# Sézanne
Sézanne é uma comuna francesa na região administrativa do Grande Leste, no departamento de Marne. Estende-se por uma área de 22.82 km², e possui 4.756 habitantes, segundo o censo de 2018, com uma densidade de 210 hab/km².